# Карл Райнхолд Финк фон Финкенщайн
Карл Райнхолд Финк фон Финкенщайн (на немски: Karl Reinhold Finck von Finckenstein; * 1694 в Гилгенбург; † 7 януари 1725 във Франкфурт на Одер) е граф от пруската фамилия „Финк Финкенщайн-Гилгенбург“ в Източна Прусия, господар в Гилгенбург, днес Домбрувно във Варминско-Мазурско войводство в Полша, кралски пруски трибунал-съветник във Франкфурт на Одер.
Той е син на граф Фридрих Райнхолд Финк фон Финкенщайн (1667 – 1746), наследствен хауптман на Гилгенбург, кралски пруски съдебен съветник при Източно-пруския трибунал, и първата му съпруга Хенриета фон Шверин (1675 – 1695), дъщеря на Хайнрих Бернд фон Шверин (1631 – 1704) и Катарина Елизабет фон Шмелинг (1646 – 1703). Майка му умира на 19 години една година след раждането му. Баща му се жени втори път на 23 април 1706 г. в Зеевалде за Елизабет Готлиба Кьоне фон Яски (1686 – 1728).
Карл Райнхолд Финк фон Финкенщайн умира на 31 години на 7 януари 1725 г. във Франкфурт на Одер.

## Фамилия
Карл Райнхолд Финк фон Финкенщайн се жени на 4 август 1721 г. във Франкфурт на Одер за фрайин София Шарлота Добрзенски де Добрзениц (* ок. 1700; † 27 май 1757, Берлин, погребана в реформаторската църква, Франкфурт на Одер), дъщеря на фрайхер Богислав Добрзенски де Добрезениц и Естер Сузана ду Квезне-Деневал де Ст. Марс. Те имат една дъщеря:
- София Хенриета Сузана Финк фон Финкенщайн (* 6 март 1723, Франкфурт на Одер; † 8 октомври 1792, Берлин), наследничка на Дренов, омъжена на 16 май 1743 г. във Франкфурт на Одер за граф Карл Вилхелм Финк фон Финкенщайн (* 11 февруари 1714, Берлин; † 3 януари 1800, Берлин), кралски пруски министър, дипломат, син на пруския генерал-фелдмаршал Албрехт Конрад Финк фон Финкенщайн (1660 – 1735) и Сузана Магдалена фон Хоф (1676 – 1752)